# Ereb Altor
Ereb Altor ist eine schwedische Viking-Metal-Band aus Gävleborg. Ihr Name ist einer fiktiven Landschaft aus dem schwedischen Pen-&-Paper-Rollenspiel Drakar och Demoner entlehnt.

## Geschichte
Bei Ereb Altor handelt es sich um das zweite gemeinsame Projekt der Multiinstrumentalisten Daniel Bryntse und Crister Olsson, die seit 1991 die Doom-Metal-Band Forlorn (ab 2004 umbenannt zu Isole) betreiben. Mit Ereb Altor wollte man den ursprünglichen Stil von Forlorn fortführen, der stark von der Musik Bathorys inspiriert ist.

## Diskografie
- 2003: Awakening (Demo, CD, Eigenvertrieb)
- 2008: By Honour (Album, CD/12”-Vinyl, I Hate Records)
- 2010: The End (Album, CD, Napalm Records; 12”-Vinyl, No Remorse Records)
- 2012: Gastrike (Album, CD, Napalm Records)
- 2013: Fire Meets Ice (Album, CD/12”-Vinyl, Cyclone Empire)
- 2014: The Lake of Blood (EP, 7”-Vinyl, Cyclone Empire)
- 2015: Nattramn (Album, CD/12”-Vinyl, Cyclone Empire)
- 2016: Blot·Ilt·Taut (Album, CD/12”-Vinyl, Cyclone Empire)
- 2017: Ulfven (Album, CD/2x12”-Vinyl, Hammerheart Records)
- 2019: Järtecken (Album, CD/12”-Vinyl/MC, Hammerheart Records)
- 2021: Eldens Boning (EP, 12”-Vinyl, Hammerheart Records)
- 2022: Vargtimman (Album, CD/2xCD/12″-Vinyl, Hammerheart Records)
- 2024: Hälsingemörker (Album, CD/2x12″-Vinyl, Hammerheart Records)

## Musikvideos
- 2015: Midsommarblot (Regie/Produktion: ProVid Film)
- 2016: Twilight of the Gods
- 2017: En Synd Svart Som Sot
- 2019: With Fire in My Heart
- 2024: Valkyrian Fate